# Friedrich Haug (Jurist)
Friedrich Haug (* 10. August 1908 in Ellwangen; † 23. Juli 2004) war ein deutscher Jurist. Von 1957 bis 1974 war er Richter am Bundessozialgericht.
Der Sohn eines Amtsgerichtsrats studierte von 1926 bis 1930 Rechtswissenschaften in Tübingen und Berlin. In Tübingen wurde er 1926 Mitglied der Studentenverbindung AV Virtembergia Tübingen. 1933 wurde er in Tübingen zum Dr. iur. promoviert und im selben Jahr legte er die zweite Justizdienstprüfung ab.
Von 1936 bis 1945 gehörte er dem Reichsvermessungsamt an; nach dem Zweiten Weltkrieg wurde er Richter am Oberlandesgericht Stuttgart.
Mit der Errichtung der Sozialgerichtsbarkeit und damit verbunden des Landessozialgerichts Baden-Württemberg im Jahre 1954 wurde Haug als Senatspräsident Mitglied dieses Gerichts.

## Ehrungen
- 1974: Großes Verdienstkreuz der Bundesrepublik Deutschland